# Вронский, Ян
Ян (Иван) Вронский (ум. в 1648) — польский шляхтич, ротмистр надворной хоругви полоцкого воеводы Януша Кишки, воевода Северский.
Участвовал в Смоленской войне. В конце декабря 1632 года, был ранен, попал в московский плен. Был женат на вдове Гавриила Левшина, Елене, урождённой Манькевич. Сыновья: Петр и Федор.
За службу, мужество и храбрость, в 1636 году, польский король Владислав IV пожаловал ему, с женой его Еленой, поселенное имение в с. Юхново, Новгород-Северского уезда.
Был убит в июне 1648 года, в городе Новгород-Северский, возле соборной Воскресенской церкви, во время восстания Хмельницкого.